# Scott Michael Foster
Scott Michael Foster (* 4. März 1985 in Winfield, Illinois) ist ein US-amerikanischer Schauspieler.

## Leben
Foster wurde in Winfield in Illinois im Central DuPage Hospital geboren. Er ist der einzige Junge in der Familie und hat zwei Schwestern. Als er jünger war, zog er nach Texas um und wuchs dort in Highland Village, einem Vorort von Dallas auf. Bereits in der Grundschule interessierte er sich fürs Schauspielern. Danach ging er zur Briarhill Middle School und besuchte später die Edward S. Marcus High School, wo er sich bis zu seinem Abschluss mit Theaterspielen befasste. In seinem ersten Jahr spielte er im Stück Father of the Bride mit. Dann besuchte er für ein Semester das Collin College, wo er den Schwerpunkt auf Schauspielerei legte. Er brach jedoch sein Studium bald ab, um eine professionelle Karriere einzuschlagen.
Foster spielt Gitarre und ist der Leadsänger der Indie-Rock-Gruppe Siren’s Eye, die 2009 eine EP veröffentlichte.

## Schauspielkarriere
Foster zog nach Los Angeles, Kalifornien, wo er Arbeiten im Hintergrund übernahm, wann immer er konnte. Ein Vertreter derselben Agentur, die Jerry Seinfeld vertrat, kam zu Fosters Schauspielklasse und nahm ihn sechs Monate später unter Vertrag. Er drehte Werbefilme und hatte Sprechrollen. Er spielte auch in kleineren Film wie Forever Charlie mit. Foster brachte sich in ein Filmprojekt, das Quarterlife genannt wurde, ein, bei dem er die Rolle Jeds übernahm, bevor er eine größere Rolle in der Fernsehserie Greek erhielt.

## Filmografie
- 2005: Current TV
- 2005: The Horrible Flowers
- 2007: Teenage Dirtbag
- 2007: The Game (Fernsehserie, Episode 2.04)
- 2007: Women’s Murder Club (Fernsehserie, Episode 1.03)
- 2008: Quarterlife (Fernsehserie, 3 Episoden)
- 2007–2011: Greek (Fernsehserie, 74 Episoden)
- 2010: Ashley’s Ashes
- 2011: Law & Order: LA (Fernsehserie, Episode 1.14)
- 2011: Melissa & Joey (Fernsehserie, 3 Episoden)
- 2011: Parenthood (Fernsehserie, 3 Episoden)
- 2012: Californication (Fernsehserie, 7 Episoden)
- 2013: Zero Hour (Fernsehserie, 13 Episoden)
- 2014: Halt and Catch Fire (Fernsehserie, 7 Episoden)
- 2014–2015: Chasing Life (Fernsehserie, 26 Episoden)
- 2014: Once Upon a Time – Es war einmal … (Once Upon a Time, Fernsehserie, 9 Episoden)
- 2014: The Pact 2
- 2015: Blood & Oil (Fernsehserie, 10 Episoden)
- 2016–2019: Crazy Ex-Girlfriend (Fernsehserie)
- 2021: You – Du wirst mich lieben (Fernsehserie, Staffel 3, 3 Episoden)